# Boopidocoris
Boopidocoris is een geslacht van wantsen uit de familie van de Miridae (Blindwantsen). Het geslacht werd voor het eerst wetenschappelijk beschreven door Odo Reuter in 1879.

## Soorten
Het genus bevat de volgende soorten:

- Boopidocoris nahidae Linnavuori, 1995
- Boopidocoris salsolae V. Putshkov, 1976
- Boopidocoris vitticollis Reuter, 1879